# فتح الله عباد
فتح الله عباد نقاش معاصراهل ایران
که به بازز خلق اثار مطرح جخان همچون مونالیزا مشهور است.

## زندگی
فتح الله عباد متولد مهر ماه ۱۲۸۰ شمسی درتهران متولد شد.  

پدر وی ملقب به صنیع همایون از صنعتگران بنام دربار یکی از آخرین شاهان قاجار بود .فتح الله عباد از جوانی تحت تأثیر پدر؛ شیفته هنر و نقش می‌شود.وی مدتی تحت تعلیم کمال المک بوده است  

عباد درسال ۱۳۰۵ جهت مطالعه هنری عازم اروپا می‌شوند وحدود ۱۵ سال در فرانسه اقامت می‌گزینند و به تحقیق وتحصیل می پرازند، درطول این مدت موفق به اخذ درجه دکتری در رشته زیبا شناسی وهنری می‌شوند. درطول اقامت در فرانسه به مطالعه  آثار نقاشان دوران مختلف اروپا می پردازد. در اواخر سال ۱۳۱۵ به ایران بازگشت و پس از اینکه مدارک تحصیلی شان مورد تأئید شورای دانشگاه آن زمان واقع می‌گردد به عنوان دانشیار باستانشناسی در دانشگاه مشغول تدریس می‌شوند. سالهای کار  تاسال ۱۳۴۴ در دانشگاه ادامه می‌یابد؛ ولی به جهت ضایع شدن حق وحقوقش در مورد احراز مقام استادی؛ تقاضای بازنشستگی می نمایندکه با موافقت دانشگاه  درسن ۶۲ سالگی بازنشسته می‌شوند. 

### کناره گیری از هنر
این موضوع باعث انزوا وکناره گیری اش از جامعه شده وبقیه عمر را در منزل به خلق آثار هنری پرداخت. 

## تحصیل
عباد در سال ۱۳۰۵ هـ.ش برای مطالعه، کسب دانش و پرورش هنری عازم اروپا شده و قریب به  ۱۰ سال در فرانسه اقامت کرد و به تحقیق و تحصیل ‌پرداخت. وی در طول این مدت موفق به اخذ درجه دکتری در رشته زیباشناسی هنری ‌شد. در طول اقامت در فرانسه به مطالعه دقیق آثار نقاشان دوران مختلف اروپا پرداخت و با  به کپی‌برداری از بعضی آثار دوره‌ها و مکاتب مختلف اروپا از رنسانس تا قرن نوزدهم‌، مخصوصا آثار موزه لوور پرداخت 

فتح‌الله عباد در اواخر سال ۱۳۱۵ هـ.ش به ایران بازگشته و در همان سال به عضویت اداره عتیقات و موزه ‌رسید و پس از تایید مدارک تحصیلی‌اش در شورای دانشگاه تهران، به عنوان دانشیار باستان‌شناسی در دانشکده هنرهای زیبا و دانشسرای عالی مشغول به تدریس ‌شد. وی در سال ۱۳۳۰هـ.ش به پایه ۱۰ دانشیاری ارتقاء یافته و سال‌های خدمتش در دانشگاه تهران تا سال ۱۳۴۴ هـ.ش در زمینه دروسی چون تاریخ صنعت، رسم و طراحی ادامه یافت. وی بین سال‌های ۱۳۳۵ تا ۱۳۳۷ هـ.ش بار دیگر جهت تکمیل مطالعات علمی خود عازم فرانسه و آلمان شد و بعد از بازگشت به ایران، به جهت ضایع شدن حق و حقوق‌اش در مورد احراز مقام استادی، تقاضای بازنشستگی کرد که با موافقت دانشگاه، در آبان سال ۱۳۴۴ هـ.ش در سن ۶۲ سالگی بازنشسته شد.

### سبک هنری
در نگاهی کلی آثار  فتح‌الله عباد را می‌توان به دو دسته تقسیم کرد:
۱- کپی از روی آثار هنرمندان بزرگ جهان در دوره‌های مختلف هنری که شامل افرادی چون لئوناردو داوینچی، کاراواجو، تیسین، ون دایک، فرانس هالس، رامبراند، نیکلاس پوسین، ژان باپتیست گروز، ژان فرانسوا میله، کامیل کورو و چند نقاش دیگر است.
هدف نقاش نه تنها خلق تابلویی کپی از آثار اصل بلکه توجه به نحوه قلم زنی، تاش‌گذاری، رنگ آمیزی، پرداخت و بافت سطوح رنگی هنرمندان بوده است.
۲- خلق آثار و تابلو‌هایی تحت عنوان نقوش کاشی و مینیاتورهای دوران صفوی که مربوط به مطالعات هنر اسلامی و تزئینات بعد از اسلام تا دوران صفوی وی در شهر اصفهان بوده است.

### مرگ
تاریخ در سال 1360‬ به درگذشت.